# Joan Pieter Hofstede
Joan Pieter Hofstede (Banjarmasin, 15 maart1858 - Nijmegen, 16 januari 1928) was een Nederlands waterbouwkundige, zoon van de Indisch ambtenaar Nicolaus Hofstede uit Assen en  Elisabeth Antoinetta Carolina Oosthoek. Hij is op 27 november 1884 te 's-Gravenhage gehuwd met Anna Johanna Elisabeth Hoijer.
In 1882 studeerde hij af aan de Polytechnische School te Delft en begon bij de provinciale Waterstaat van Drenthe als adjunct-ingenieur  in 1888 kwam hij daar in vaste dienst en bleef daar tot zijn pensioen in 1910, Hij was inmiddels opgeklommen tot hoofdingenieur. In 1906 is hij benoemd tot officier in de Orde van Oranje Nassau.
Hij trad regelmatig op als deskundige in rechtszaken tussen particulieren en de overheid inzake landgebruik. vaak vingertjes over oneigenlijk gebruik van dijksgonden. Bij de bouw van de gasfabriek in Hoogeveen heeft hij sterk gemaakt voor de veiligheidsvoorschriften.

## Publicaties van ir. Hofstede
- Déking Dura, A., Hofstede, J.P. (1898). Rapport betreffende onderzoek naar de middelen tot verbetering van den waterafvoer bij Zwartsluis naar zee. Tijl, Zwolle.